# Antonio Peña
Antonio Hipolito Peña Herrada (Città del Messico, 13 giugno 1951 – Città del Messico, 5 ottobre 2006) è stato il fondatore della promozione messicana di wrestling professionale Asistencia Asesoría y Administración nel 1992.
La promozione di Peña raggiunse il suo apice di popolarità nei primi anni '90 prima della crisi dell'economia messicana.